# Samu Castillejo
Samuel Castillejo Azuaga (Barcelona, 18 de enero de 1995), o simplemente Samu Castillejo, es un futbolista español que juega como delantero en el Johor Darul Takzim F. C. de la Superliga de Malasia.

## Trayectoria
Samu Castillejo nació en Barcelona debido a que su padre era Guardia Civil y estuvo allí destinado durante un tiempo. Sin embargo, unos meses después regresaría a Málaga, donde años más tarde ingresaría en las categorías inferiores del Málaga C. F.

### Málaga C. F.
Tuvo su debut con el primer equipo del Málaga C. F. el 20 de julio de 2011, en el partido amistoso que enfrentaba al conjunto malagueño con Al-Rayyan. Tras tres campañas en el Atlético Malagueño y destacando sobre todo en la última etapa a las órdenes de Salva Ballesta, participó en la pretemporada 2014 del Málaga a las órdenes de Javi Gracia. Después de la pretemporada se le asigna el dorsal 29 y pasa a pertenecer a la primera plantilla.
Marcó su primer gol oficial el 2 de febrero de 2015 ante el Valencia C. F. Tras realizar una magnífica temporada con el Málaga, convirtiéndose en uno de los jugadores revelación de la Liga y siendo convocado por la selección española sub-21, en el verano de 2015 de forma completamente inesperada para la afición malaguista, Samu Castillejo fue vendido al Villarreal C. F.

### Villarreal C. F.
En el verano de 2015 fue traspasado al Villarreal C. F., firmando un contrato por cinco temporadas. En las filas del club castellonense jugó 127 partidos oficiales, con un bagaje de 11 goles y 13 asistencias. 

### A. C. Milan
El 17 de agosto de 2018 el A. C. Milan hizo oficial su fichaje. En su primera temporada disputó 40 partidos oficiales, en los que marcó 4 goles y dio 4 asistencias. 
En su segundo año como 'rossonero' siguió siendo una pieza clave para su equipo. Su primer gol de la temporada 2019-20 lo anotó el 15 de enero de 2020 en partido de Coppa frente al S. P. A. L., que acabó con victoria por 3-0.

### Valencia C. F.
El 12 de julio de 2022 se hizo efectivo su traspaso al Valencia C. F. Firmó por tres años y, como ya sucediera en Milán, volvería a ser entrenado por Gennaro Gattuso. Estuvo una temporada y en septiembre de 2023 fue prestado a la U. S. Sassuolo Calcio con una opción de compra. Esta no se hizo efectiva y el 30 de agosto de 2024 fue despedido tras no llegar a un acuerdo para rescindir su contrato.
El 27 de febrero de 2025 fichó por el Johor Darul Takzim F. C. de Malasia.

## Selección nacional
Debutó como futbolista internacional con la selección española en la categoría sub-16, donde fue el jugador más valioso del Trofeo Caspian Cup, para pasar después por la sub-17, la sub-19 y la sub-21.

## Premios
En 2015 fue reconocido con el galardón “Premio Fútbol Draft”, distinción que reconoce a las mejores promesas nacionales menores de veinte años.

## Estadísticas

### Clubes
Actualizado al último partido disputado el 11 de marzo de 2025.
| Club                             | Div.          | Temporada     | Liga  | Liga  | Copas nacionales | Copas nacionales | Copas internacionales | Copas internacionales | Total | Total |
| Club                             | Div.          | Temporada     | Part. | Goles | Part.            | Goles            | Part.                 | Goles                 | Part. | Goles |
| -------------------------------- | ------------- | ------------- | ----- | ----- | ---------------- | ---------------- | --------------------- | --------------------- | ----- | ----- |
| Málaga C. F. · España            | 1.ª           | 2014-15       | 34    | 1     | 5                | 0                | ―                     | ―                     | 39    | 1     |
| Málaga C. F. · España            | Total club    | Total club    | 34    | 1     | 5                | 0                | 0                     | 0                     | 39    | 1     |
| Villarreal C. F. · España        | 1.ª           | 2015-16       | 28    | 1     | 4                | 0                | 13                    | 1                     | 45    | 2     |
| Villarreal C. F. · España        | 1.ª           | 2016-17       | 33    | 2     | 3                | 1                | 8                     | 0                     | 44    | 3     |
| Villarreal C. F. · España        | 1.ª           | 2017-18       | 30    | 6     | 3                | 0                | 5                     | 0                     | 38    | 6     |
| Villarreal C. F. · España        | Total club    | Total club    | 91    | 9     | 10               | 1                | 26                    | 1                     | 127   | 11    |
| A. C. Milan · Italia             | 1.ª           | 2018-19       | 31    | 4     | 5                | 0                | 4                     | 0                     | 40    | 4     |
| A. C. Milan · Italia             | 1.ª           | 2019-20       | 22    | 2     | 3                | 1                | 0                     | 0                     | 25    | 3     |
| A. C. Milan · Italia             | 1.ª           | 2020-21       | 28    | 1     | 2                | 0                | 13                    | 2                     | 43    | 3     |
| A. C. Milan · Italia             | 1.ª           | 2021-22       | 5     | 0     | 0                | 0                | 0                     | 0                     | 5     | 0     |
| A. C. Milan · Italia             | Total club    | Total club    | 86    | 7     | 10               | 1                | 17                    | 2                     | 113   | 10    |
| Valencia C. F. · España          | 1.ª           | 2022-23       | 25    | 4     | 1                | 0                | ―                     | ―                     | 26    | 4     |
| Valencia C. F. · España          | Total club    | Total club    | 25    | 4     | 1                | 0                | 0                     | 0                     | 26    | 4     |
| U. S. Sassuolo Calcio · Italia   | 1.ª           | 2023-24       | 17    | 0     | 2                | 0                | ―                     | ―                     | 19    | 0     |
| U. S. Sassuolo Calcio · Italia   | Total club    | Total club    | 17    | 0     | 2                | 0                | 0                     | 0                     | 19    | 0     |
| Johor Darul Takzim F. C. Malasia | 1.ª           | 2024-25       | 0     | 0     | 0                | 0                | 2                     | 0                     | 2     | 0     |
| Johor Darul Takzim F. C. Malasia | Total club    | Total club    | 0     | 0     | 0                | 0                | 2                     | 0                     | 2     | 0     |
| Total carrera                    | Total carrera | Total carrera | 253   | 21    | 28               | 2                | 45                    | 3                     | 326   | 26    |

## Palmarés

### Títulos nacionales
| Título  | Club        | País   | Año  |
| ------- | ----------- | ------ | ---- |
| Serie A | A. C. Milan | Italia | 2022 |

| Título                 | Club                     | País    | Año  |
| ---------------------- | ------------------------ | ------- | ---- |
| Malasia Charity Shield | Johor Darul Takzim F. C. | Malasia | 2025 |